# Rashard Sullivan
Rashard Sullivan (ur. 2 lipca 1984 roku w Nowym Jorku) – amerykański koszykarz, występujący na pozycjach skrzydłowego lub środkowego.

## Życiorys
Rashard Sullivan występował w latach 2002–2007 w lidze NCAA, w drużynach Arkansas oraz South Indiana. Kolejne 2 lata spędził grając kolejno w Urugwaju, Austrii oraz Francji. W marcu 2008 roku wystąpił w austriackim meczu gwiazd oraz wygrał tamtejszy konkurs wsadów. 6 sierpnia 2009 roku podpisał kontrakt z Anwilem Włocławek na sezon 2009/2010.
Przez pięć lat miał rozbrat z zawodową koszykówką, próbował powrócić do uprawiania sportu w 2015, jednak bez rezultatów.

## Osiągnięcia
Drużynowe
- Wicemistrz Polski (2010)
- Półfinał ligi austriackiej (2008)

Indywidualne
- Uczestnik meczu gwiazd:
  - ligi austriackiej (2008)[4]
  - Polska vs gwiazdy PLK (2010)
- Zwycięzca konkursu wsadów ligi austriackiej (2008)[4]
- Lider PLK w skuteczności rzutów z gry (2010)